# Carlos, Senescal de Waldburg
Carlos, Senescal de Waldburg (em alemão: Karl, Truchsess von Waldburg) (Heiligenberg, 7 de agosto de 1548 - Estrasburgo, 18 de junho de 1593) foi barão e senescal de Waldburg-Trauchburg e ministro do Sacro Império Romano. 

## Biografia
Carlos nasceu na fortaleza Fürstenburg, em Heiligenberg, sendo o terceiro filho de Guilherme II, o Jovem (1518–1566), barão e senescal de Waldburg e conselheiro imperial, e da princesa Joana de Fürstenberg (1529–1589). Membro de uma antiga família da Suábia, Carlos descendia do ramo jacobino da Casa de Waldburg.
Após 1580, ele também passou a ostentar o título Senescal (Truchseß) de Waldburg e presidente da Imperial Câmara Judicial. Carlos serviu a seu irmão, Gebardo, Senescal de Waldburg, como administrador e estatuder de Bonn, após 1582, e como seu general durante a Guerra de Colônia (1582–1589). Com a derrota, ambos migraram para Estrasburgo, onde Carlos morreu, em 1593.